# 63 км (зупинний пункт)
63 кіломе́тр — пасажирський залізничний зупинний пункт Львівської дирекції Львівської залізниці.
Розташований на північному сході міста Самбір, (район Середня, поруч військові склади, ТзОВ «Самбірська птахофабрика» та Шляхрембуд № 88), Самбірський район Львівської області на лінії Оброшин — Самбір між станціями Самбір (4 км) та Калинів (5 км).
Станом на травень 2019 року щодня п'ять пар електропотягів прямують за напрямком Львів — Сянки.